# Homoneura littoralis
Homoneura littoralis is een vliegensoort uit de familie van de Lauxaniidae. De wetenschappelijke naam van de soort is voor het eerst geldig gepubliceerd in 1915 door Malloch.